# Automatix

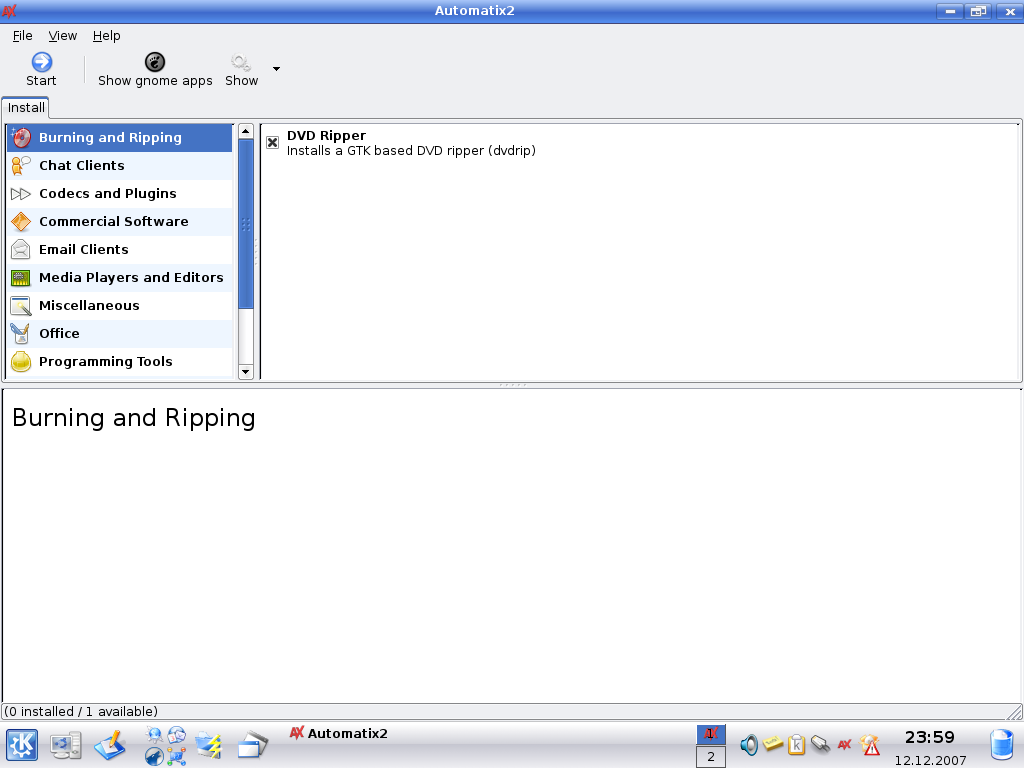
Automatix 2.0.6 en Kubuntu.

Automatix fue, en su día, una herramienta para sistemas operativos basados en Debian que automatizaba la instalación de aplicaciones, códecs, fuentes y bibliotecas no incluidas por el propio sistema operativo directamente debido a que no estaban disponibles su código fuente o por razones legales.
Este proyecto está abandonado a principios de 2008. Uno de sus desarrolladores fue contratado por Technalign Inc. para asistirlos en el desarrollo de su propia distribución GNU/Linux, Pioneer Warrior, mientras que otros "están demasiado involucrados en sus vidas personales".
Ubuntu, al igual que otros sistemas operativos como Windows o Mac OS X no incluye lo necesario para permitir la reproducción de DVD, MP3 o la visualización de contenido Flash debido a que no se dispone de su código fuente o por razones legales.
Inicialmente la instalación manual de estos era a menudo demasiado compleja, sin embargo en las versiones más actuales de Ubuntu se incorporaron herramientas que automatizan la instalación de codecs y Flash.
Esta herramienta desarrollada por los miembros de los foros de Ubuntu, permitía la instalación automática de 44 "capacidades" diferentes, incluyendo programas comerciales de código cerrado como por ejemplo el plug-in Flash, Acrobat Reader, w32 códecs (divx, mp3, wma), plug-in Java, etc.
Existía una versión adicional llamada Automatix2Bleeder que permite instalar Beryl en Ubuntu.